# Foundation for Economic Education
Die Foundation for Economic Education (FEE) ist eine 1946 in New York City von Leonard Read als Stiftung gegründete libertäre Denkfabrik. Auf ihrer Website bezeichnet sich die FEE als „one of the oldest free-market organizations in the United States“.  Die Stiftung publiziert Bücher und organisiert Seminare und Vorträge.
Auf ihrer Website schreibt die FEE, dass ihre Mission darin bestehe, zukünftige Führungskräfte zu inspirieren, auszubilden und mit den wirtschaftlichen, ethischen und rechtlichen Prinzipien einer freien Gesellschaft vertraut zu machen. Zu diesen Prinzipien zählt die FEE individuelle Freiheit, freie Marktwirtschaft, Unternehmertum, Privateigentum, hohen moralischen Charakter und einen beschränkten Staat.